# Paltalk
Paltalk ist ein Onlinedienst für Text-, Audio- und Videochat. Das Paltalk-Messenger-Programm ist ein in der Grundversion kostenloser und werbefinanzierter Onlineservice aus den USA und unterliegt mit seinen Nutzungsbedingungen auch amerikanischem Recht. Erweiterte Versionen ohne Werbung und mit besserer Videoqualität sind – worauf bei der kostenfreien Nutzung unentwegt hingewiesen wird – kostenpflichtig.

## Software
Im Juni 2008 veröffentlichte Paltalk auch eine webbrowserbasierte Version von PaltalkScene, mit dem Namen Paltalk Express. Der Client benötigte Adobe Flash und Java und verfügte über fast alle Funktionen, wie auch Paltalk Scene. Paltalk Express wurde, aufgrund der zunehmend schwindenden Unterstützung von Adobe Flash in vielen Webbrowsern, Ende 2016 eingestellt und kurzzeitig durch eine andere Applikation, namens Paltalk Desktop, ersetzt. Auch diese wurde eingestellt.
Im Juli 2010 wurde Paltalk Mobile herausgebracht, eine App für Blackberry OS, iOS und Android.

## Aufbau
Es gibt nach eigenen Angaben 5.000 Chaträume, auch Groups genannt, welche aber nicht alle zeitgleich online sind. Hier kommen verschiedenste Interessengruppen zusammen. Es gibt Räume für Musik- oder Videodarbietung, Chaträume in verschiedenen Sprachen und Sonderräume um Hilfe zu Paltalk zu erhalten. Weitere Räume haben diverse Ratings (Bewertungen): Die sogenannten „G“ Räume (General Audience, All ages) sind für alle Benutzer aller Altersgruppen zugänglich und umfassen den normalen Sprachgebrauch einer üblichen Unterhaltung ohne anzügliche und beleidigende Inhalte. Die mit „R“ gekennzeichneten Räume (Adult Language Permitted) enthalten Gespräche auch über „nicht jugendfreie“ Themen (z. B. Eheprobleme, bewusst grob geführte Diskussionen (Flaming), aber auch sexuelle Themen), jedoch keine Nacktdarstellungen. Daneben gibt es auch die „A“ gekennzeichneten Räume (Adult Language, Nudity Permitted), die ebenfalls nur für Erwachsene („Adult“) gedacht sind, welche nun auch Nackdarstellungen von sich oder eingespielter pornografischer Videos erlauben. Nach Bestätigung des Volljährigkeitsalters (18) durch einen simplen Schalter, werden auch die A-Räume angezeigt. Diese Räume beinhalten unter anderem, aber nicht ausschließlich, Videochats mit zum Teil sexuellen exhibitionistischen Darstellungen. Es sind alle legalen Darstellungen und sexuellen Ausrichtungen zulässig.
Das Mitschneiden des Chats ist möglich, verstößt aber bei missbräuchlicher Nutzung gegen die Nutzungsbedingungen von PalTalk. Ein einzelner Chatraum kann bis zu 250 Personen fassen. In der kostenlosen Grundversion können Videos anderer Chatpartner zehn Sekunden lang angesehen werden, danach muss eine einminütige Pause eingelegt werden. Es können beliebige Dateien an andere Teilnehmer verschickt werden.
Es gab 2014 über 96 Millionen registrierte Nutzer, 2019 aber, nach eigenen Angaben, bereits 200 Millionen registrierte Nutzer; Paltalk verzeichnete in einer 2006 erhobenen Untersuchung jährlich über acht Milliarden Gesprächsminuten.

## Kritik
Wie im Juni 2013 bekannt wurde, wird die gesamte über Paltalk stattfindende Kommunikation (Videos, Anrufe und Chats) direkt vom US-Geheimdienst NSA im Zuge des Überwachungsprogramms PRISM mitgeschnitten, unbefristet gespeichert und ausgewertet.
Die Moderation und Kontrolle wird von Benutzern in Eigenregie übernommen. Das heißt aber auch, dass neben anderen, gutmoderierten Räumen auch beliebige rassistische und verhetzende Chaträume gebildet werden können. Bestimmte Verstöße können zwar an die Hilferäume gemeldet werden, jedoch ohne Garantie einer Verfolgung. Grobe Beleidigungen, Bedrohungen und in einem Fall sogar eine Liveübertragung eines Selbstmordes durch Erhängen (Shropshire in England, 2007) brachten Paltalk in die Kritik.
Deutsche Verfassungsschutzbehörden berichten, dass Paltalk auch eine zentrale Rolle für salafistische Schulungen spielt, da per Live-Übertragungen prominente Anhänger des salafistischen Gelehrtennetzwerkes als „Online-Imame“ auftreten, wie z. B. der Leipziger Hassan Dabbagh und der Berliner Abdul Adhim Kamouss.

## Patentklagen
2006 verklagte Paltalk Holdings Microsoft auf Zahlung von 90 Millionen US-Dollar; mit den technischen Grundlagen des Xbox-Multiplayer-Modus (u. a. Halo) habe Microsoft gegen Patente verstoßen, die Paltalk 2002 von HearMe erworben hatte. Das Verfahren wurde 2009 mit einem Vergleich beendet, dessen Höhe nicht bekannt wurde.
Im September 2009 reichte die New Yorker Paltalk Holdings wieder in der texanischen Kleinstadt Marshall Patentklagen ein gegen weitere Hersteller von MMORPGs, darunter die südkoreanische NCsoft Corp. (Guild Wars), die britische Jagex Ltd. (RuneScape), Turbine Inc. (Lord of the Rings), Sony Online Entertainment und Activision Blizzard (World of Warcraft).
Im November 2010 wies das Gericht die Klage gegen Jagex als unbegründet ab. Die britische Jagex Ltd. wies darauf hin, dass Paltalk Holdings sie vor der Klage nicht zur Sachverhaltsaufklärung kontaktiert hatte und das Verfahren in Texas Verteidigungskosten in siebenstelliger Höhe verursachte, und sprach von Patent-Trollen.

## Open-Source-Alternativen
Als kostenlose Open-Source-Alternativen zu Paltalk – allerdings ohne die Funktionalität themenbasierter öffentlicher Räume – gibt es die Programme Jitsi und Ekiga. Über die plattformübergreifenden Clients (Windows, Mac und Linux) können vollständig verschlüsselte Chats, Anrufe und Videocalls realisiert werden. Für die Nutzung ist jeweils eine kostenlose Registrierung notwendig.